# Lindsaea malabarica
Lindsaea malabarica är en ormbunkeart som först beskrevs av Richard Henry Beddome, och fick sitt nu gällande namn av Bak. och Carl Frederik Albert Christensen. Lindsaea malabarica ingår i släktet Lindsaea och familjen Lindsaeaceae. Inga underarter finns listade.